# Kreis Rheinbach

Lage des Kreises Rheinbach (1905)

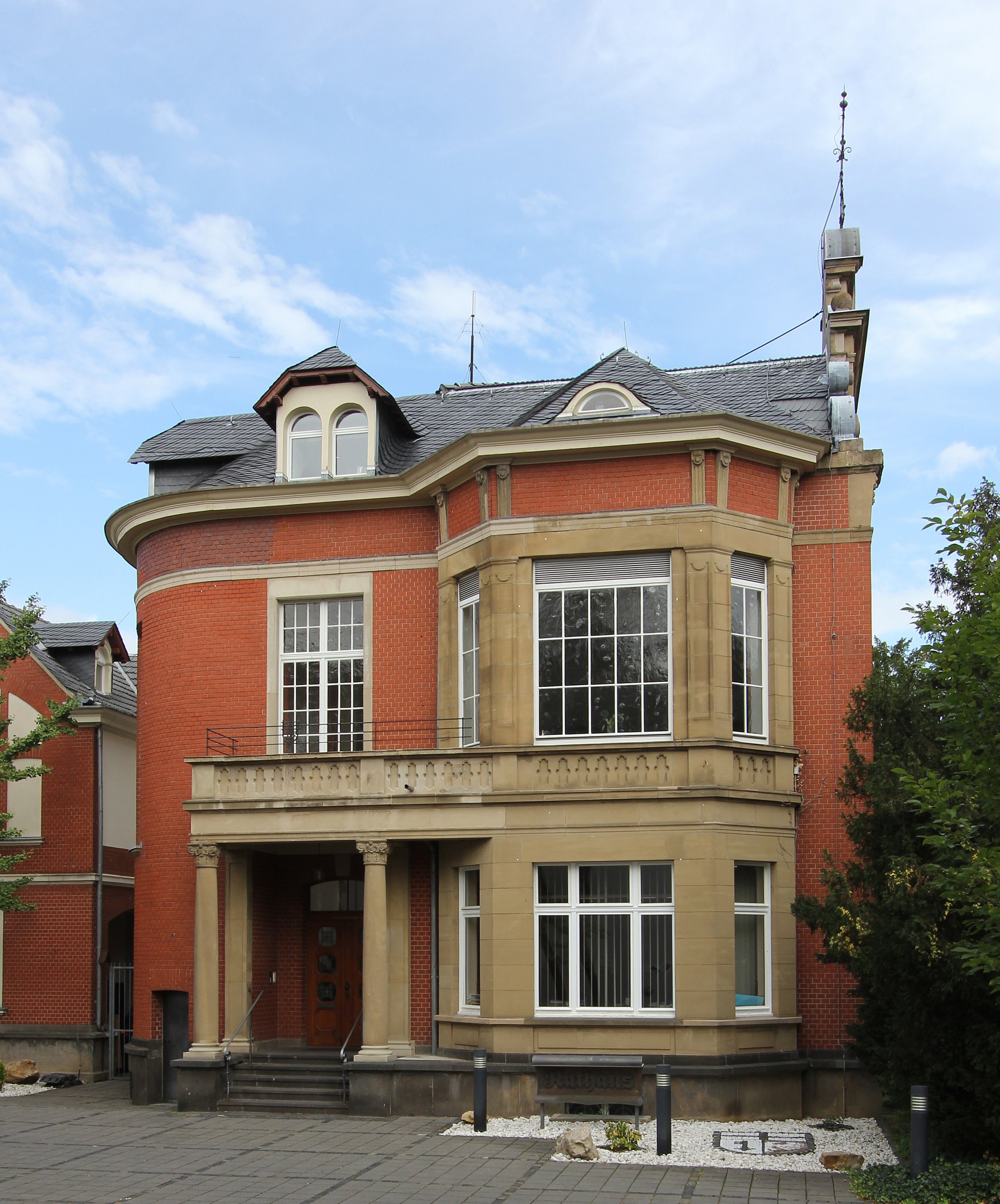
Ehemaliges Landratsamt in Rheinbach, heute Altes Rathaus (2011)

Der Kreis Rheinbach war von 1816 bis 1932 ein Kreis im Regierungsbezirk Köln. Mit diesem gehörte er zunächst zur preußischen Provinz Jülich-Kleve-Berg und ab 1822 zur Rheinprovinz. Das ehemalige Kreisgebiet gehört heute zum Rhein-Sieg-Kreis und zum Kreis Euskirchen.

## Verwaltungsgeschichte
Der Kreis Rheinbach ging aus dem während der Zugehörigkeit zu Frankreich (1798 bis 1814) eingerichteten Kanton Rheinbach im Arrondissement Bonn im Département Rhin-et-Moselle hervor. Der Kreis war zunächst in die fünf Bürgermeistereien Adendorf, Kuchenheim, Münstereifel, Ollheim und Rheinbach gegliedert, die während der Franzosenzeit als Mairien gegründet worden waren.
Durch die Gemeindeordnung für die Rheinprovinz erhielten 1845 alle Orte, die einen eigenen Haushalt führten, den Status einer Gemeinde. Münstereifel erhielt 1856 die Rheinische Städteordnung, ebenso Rheinbach 1862. Beide Bürgermeistereien wurden in je eine Stadt- und Landbürgermeisterei aufgeteilt. Der Kreis Rheinbach war seitdem wie folgt gegliedert:
| Bürgermeisterei    | Gemeinden (1865) |
| ------------------ | --- |
| Adendorf           | Adendorf, Altendorf, Arzdorf, Ersdorf, Fritzdorf, Lüftelberg, Meckenheim, Merl                                                                               |
| Kuchenheim         | Flamersheim, Großbüllesheim, Kirchheim, Kleinbüllesheim, Kuchenheim, Niederkastenholz, Palmersheim, Roitzheim, Schweinheim, Stotzheim, Weidesheim, Wüschheim |
| Münstereifel-Stadt | Münstereifel |
| Münstereifel-Land  | Arloff, Effelsberg, Houverath, Iversheim, Mahlberg, Mutscheid, Rupperath, Schönau                                                                            |
| Ollheim            | Buschhoven, Esch, Essig, Heimerzheim, Ludendorf, Miel, Morenhoven, Müggenhausen, Odendorf, Ollheim, Straßfeld                                                |
| Rheinbach-Stadt    | Rheinbach |
| Rheinbach-Land     | Flerzheim, Hilberath, Neukirchen, Niederdrees, Oberdrees, Queckenberg, Ramershoven, Todenfeld, Wormersdorf                                                   |

Das Gebiet des Kreises umfasste 1885 eine Fläche von 396,92 km². Wie in der gesamten Rheinprovinz wurden 1927 die Landbürgermeistereien des Kreises in Ämter überführt. Der Landkreis wurde zum 1. Oktober 1932 aufgelöst:
- Die Stadt Münstereifel, die Ämter Münstereifel-Land und Kuchenheim sowie die Gemeinden Müggenhausen, Straßfeld und Esch (das heutige Dom-Esch) aus dem Amt Ollheim, insgesamt 24 Gemeinden, kamen zum Kreis Euskirchen.
- Die Stadt Rheinbach, die Ämter Adendorf und Rheinbach-Land sowie das Amt Ollheim ohne die Gemeinden Müggenhausen, Straßfeld und Esch, insgesamt 26 Gemeinden, kamen zum Landkreis Bonn.
- Rechtsnachfolger des Kreises Rheinbach wurde der Landkreis Bonn.

Im Rahmen der kommunalen Neugliederung 1969 durch das Bonn-Gesetz wurden die zum Landkreis Bonn gelangten Gebiete sowie die Gemeinde Straßfeld in den Siegkreis eingegliedert, der seitdem Rhein-Sieg-Kreis heißt.

## Einwohnerentwicklung
| Jahr | Einwohner |
| ---- | --------- |
| 1816 | 21.947    |
| 1828 | 25.053    |
| 1871 | 31.299    |
| 1880 | 32.629    |
| 1900 | 32.448    |
| 1910 | 34.021    |
| 1925 | 36.755    |

## Landräte
| Zeitraum  | Landrat                               |
| 1816–1818 | Joseph Jordans                        |
| 1818–1819 | Ferdinand Gammersbach (auftragsweise) |
| 1819–1848 | Carl von Imhoff                       |
| 1848–1888 | Gottfried Joseph Wolff                |
| 1889–1918 | Rudolf von Groote                     |
| 1918–1932 | Friedrich Knoll                       |